# لويس ديتريش
لويس ديتريش هو سياسي كندي، ولد في 13 سبتمبر 1868.